# Catilina (drama)
Catilina är ett drama i tre akter av den norske dramatikern Henrik Ibsen, utgiven under pseudonymen Brynjolf Bjarme.
Catilina var det första skådespel för teatern som Ibsen skrev. Pjäsen tillkom 1850 och gavs ut den 12 april samma år. En ny utgåva med ett förord av författaren gavs ut 1875. Pjäsen uruppfördes först 31 år efter det att den gavs ut, den 3 december 1881 på Nya Teatern i Stockholm. Den första norska iscensättningen kom till stånd den 24 augusti 1935 på Det Nye Teater i Oslo.
Huvudrollen i detta historisk drama är Lucius Catilina. Pjäsen är skriven på blankvers.